# Stefano Secco
Stefano Secco, né en 1973 à Milan, est un ténor italien, se produisant sur les grandes scènes lyriques internationales. Il est aussi acteur.

## Biographie
Stefano Secco commence ses études sous la direction du maître Alberto Soresina puis obtient son diplôme en percussions avec Tullio De Piscopo.
Il assiste aussi à des cours donnés notamment par Leyla Gencer et Renata Scotto.
Sa saison 2009-2010 s'ouvre avec Simon Boccanegra à Toulouse et La Bohème à l'opéra Bastille de Paris et au Deutsche Oper Berlin. Un autre de ses grands succès est Rigoletto à La Scala.
Il a chanté au Concert du nouvel an à Venise (it) 2016 avec Nadine Sierra.

## Filmographie
- 2009 : Tosca, rôle Mario Cavaradossi
- 2009 : Macbeth de Andy Sommer : rôle de Macduf
- 2012 : Les Contes d'Hoffmann

## Prix et récompenses
- 2001 : Prix Beniamino Gigli